# Крістофер Кокерелл
Крістофер Кокерелл, CBE, FRS (англ. Sir Christopher Sydney Cockerell; 4 червня 1910 — 1 червня 1999) — англійський інженер, винахідник судна на повітряній подушці.

## Життєпис
Народився 4 червня 1910 у місті Кембридж (Велика Британія). Його батько Сідней Кокерелл працював у Музеї Фітцвільяма, а раніше був секретарем поета і художника Вільяма Морріса.
У 1931 Крістофер Кокерелл закінчив машинобудівний факультет Кембриджського університету і пішов працювати в інженерну компанію, але потім знову повернувся в Кембридж, щоб краще вивчити електроніку.
Працюючи в компанії Марконі в період з 1935 по 1950 роки, Крістофер Кокерелл зробив великий внесок у розвиток авіаційних систем радіонавігації та систем зв'язку. Протягом цього періоду він зареєстрував 36 патентів.
Будучи інженером-конструктором, він поставив перед собою завдання спробувати збільшити швидкість морського судна. Спочатку він експериментував з повітряним мастилом корпусу, але зробив висновок, що істотне скорочення тертя могло б бути отримано тільки тоді, коли корпус підтримувався б на воді дійсно товстою повітряною подушкою.
У 1953 Кокерелл почав роботу над судном на повітряній подушці, виконав свої початкові експерименти на Оултон Броуд, Норфолк.
12 грудня 1955 він подав патентну заявку на периферійну соплову схему для судна на повітряній подушці. Ця принципово нова конструкція з повітряними струменями, що нагнітаються від окружності днища до його центру, в кілька разів підвищила «підйомну силу» повітряної подушки і вперше зробила судно подібного типу придатними практично.
Кокерелл назвав судно «hovercraft» («ширяючий апарат»).
Він переглянув різні способи досягнення стійкості на повітряній подушці. У 1957 до нього прийшла ідея про застосування гнучкої спідниці в кораблебудуванні, яка викликала велику кількість насмішок, тому що ніхто не міг припустити, що частина тканини здатна підтримувати велике судно.
У 1958 Кокерелл знайшов комерційну підтримку. Перше виконане в повний розмір судно на повітряній подушці було побудовано в 1959 і перетнуло протоку Ла-Манш.
Поява апарату SR-N1 викликало сенсацію. Газотурбінні двигуни приводили в рух вентилятори, які закачували повітря в простір під днищем. Повітряна подушка була обгороджена гнучкою спідницею з прогумованого матеріалу.
Рух вперед забезпечували авіаційні пропелери, апарат був дуже маневреним і міг досягати швидкості понад 100 км/год. Перший прототип важив 7 т. Велика версія апарата могла перевозити більше 400 пасажирів і 60 автомобілів.
У 1969 Коккерелл був посвячений у лицарі за заслуги в техніці.
У 1970-ті роки він цікавився витягом енергії з морських хвиль, пробував виготовляти гідравлічні пристрої, які могли б у майбутньому використовуватися для виробництва електроенергії.
Помер сер Крістофер Кокерелл 1 червня 1999 в графстві Гемпшир у віці 88 років.